# Filippo Venuti (archeologo)
Filippo Venuti, detto anche de' Venuti (Cortona, 5 ottobre 1706 – Cortona, 15 marzo 1768), è stato un archeologo ed enciclopedista italiano, ricordato in particolare per aver collaborato all'edizione lucchese commentata dell'Encyclopédie di Diderot e D'Alembert e per l'amicizia con Montesquieu.

## Biografia
Esponente di una famiglia marchionale cortonese dedita agli studi di erudizione e, soprattutto, di antiquariato, divenne canonico e, nel 1738, assieme ai fratelli Ridolfino e Niccolò Marcello, partecipò alla fondazione dell'Accademia Etrusca di Cortona, che riscosse ampio consenso, tanto da annoverare nel tempo tra i propri soci Montesquieu, Voltaire, Winckelmann e Bernardo Tanucci.
Dal 1739 al 1750 fu in Francia, inviatovi da Clemente XII come vicario generale dell'abbazia di Clairac (nella regione dell'Aquitania), e iniziò a partecipare alla vita e alle iniziative culturali francesi. Revocatogli nel 1742 l'ufficio per dissidi con i gesuiti, divenne bibliotecario dell'Accademia di Bordeaux grazie all'interessamento di Montesquieu che, peraltro, lo scelse per la traduzione del Temple de Gnide, uscita anonima, senza data, ma risalente al 1749 o 1750. In precedenza, aveva tradotto altre opere, fra le quali, nel 1748, il poema sulla religione di Racine.
Rientrato in Toscana, ebbe l'incarico di prevosto del Duomo di Livorno dal 1751 al 1766, prima di ritirarsi a vita privata nella sua città natale. Nel 1752 promosse il periodico mensile Magazzino italiano d'istruzione e piacere, che nel 1754 modificò il nome in Magazzino toscano, con il quale collaborò fino all'ultimo numero del 1757. Nel 1753 fondò la Società botanica di Cortona e due anni più tardi conobbe e aiutò il botanico Nikolaus Joseph von Jacquin.
Magna pars dell'edizione commentata dell'Encyclopédie, pubblicata a Lucca da Ottaviano Diodati, se ne distaccò dal IV volume del 1759, pur mantenendo un atteggiamento critico nei confronti della gerarchia cattolica.
Il 14 giugno 1759 fu nominato fellow della Royal Society.

## Opere principali
- Sopra i tempietti degl'antichi, in Saggi di dissertazioni accademiche lette nella nobile Accademia etrusca di Cortona, t. II, Roma 1742, pp. 211-223, su books.google.it.
- Sopra li coli vinari, in Scelta di dissertazioni cavate da' più celebri autori, t. I, Venezia 1750, pp. 93-111, su books.google.it.
- Il Trionfo letterario della Francia, Avignone 1750.
- De cruce Cortonensi dissertatio, Fantechi, Liburni 1751.
- Dissertations sur les anciens monumens de la ville de Bordeaux, sur les Gahets, les antiquites et les ducs d'Aquitaine, avec un traite historique sur les monoyes que les anglais ont frappee dans cette province, Chappuis, Bordeaux 1754.
- Duodenorum nomismatum antehac ineditorum, Varroniana, Roma 1760.
- Vita del capitano Francesco Laparelli da Cortona, Fantechi, Livorno 1761.
- Vita di fra Elia da Cortona ministro generale dell'ordine di San Francesco, Stamp. arcivescovile, Livorno 1763.
- Dissertazione sopra il gabinetto di Cicerone, Di Domenico, Napoli 1764.